# Diocèse d'Oradea Mare
Le diocèse d'Oradea Mare (en latin : Dioecesis Magnovaradinensis Latinorum, en roumain : Dieceza Romano-Catolică de Oradea, en hongrois : Nagyváradi Római Katolikus Egyházmegye, en allemand : Römisch-Katholische Diözese Großwardein) est un diocèse catholique de Roumanie de rite latin de la province ecclésiastique de Bucarest dont le siège est situé à Oradea, dans le Județ de Bihor. L'évêque actuel est László Böcskei (en), depuis 2008.
Le diocèse couvre la majeure partie de la région de Crișana, c'est-à-dire le Județ de Bihor et le Județ d'Arad.

## Historique

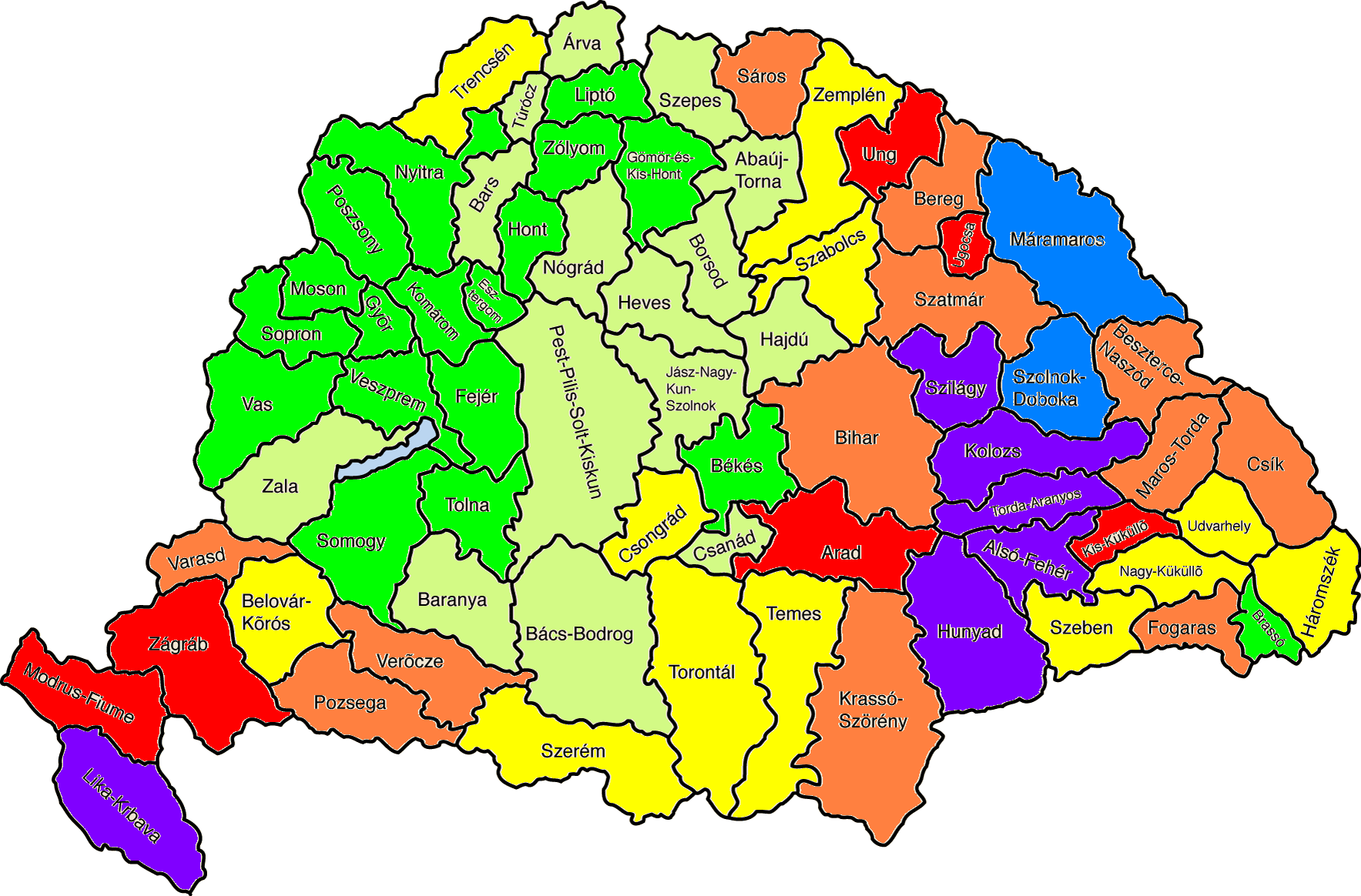
Les comitats du royaume de Hongrie en 1900

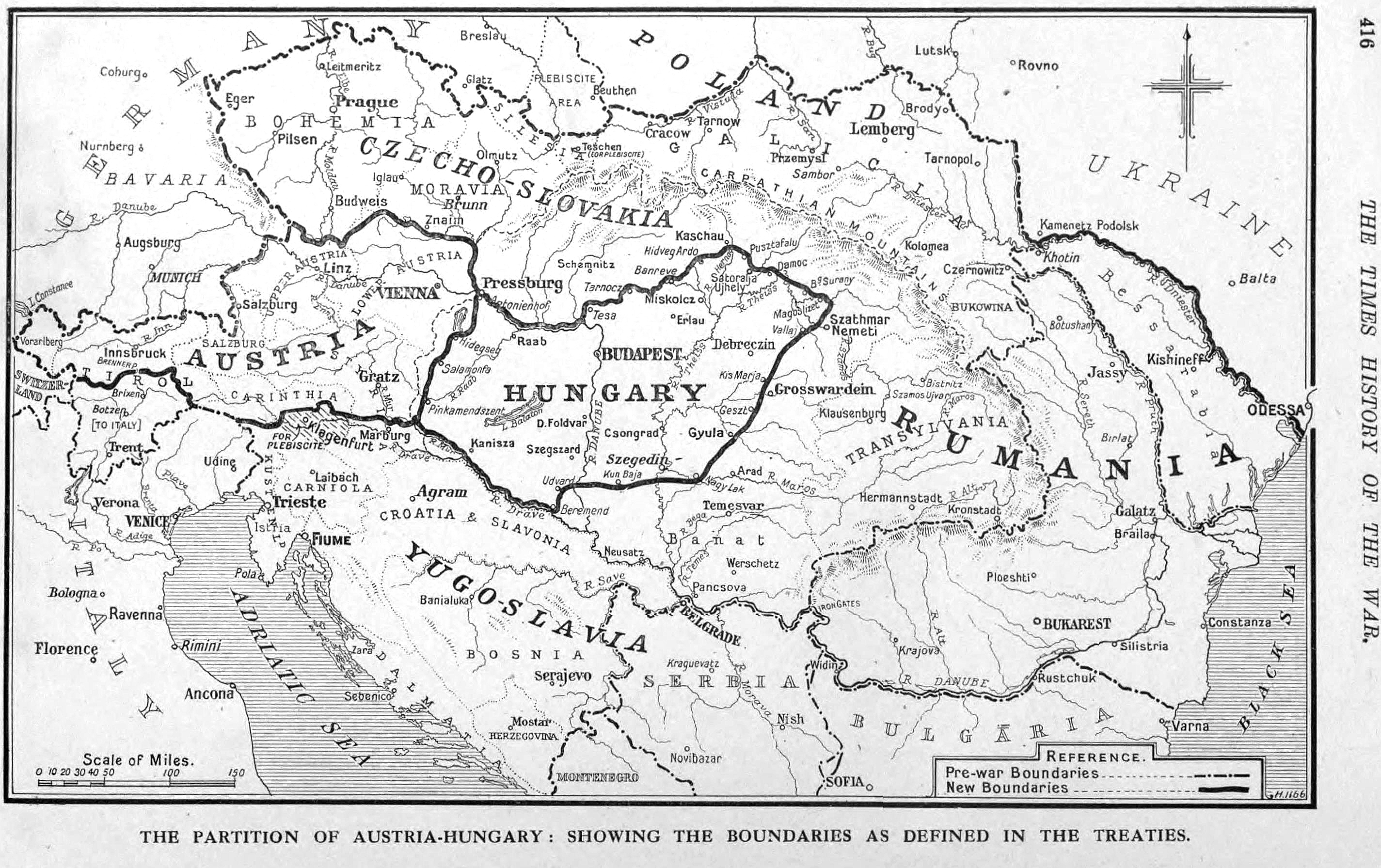
La dissolution de l'Autriche-Hongrie et les nouvelles frontières

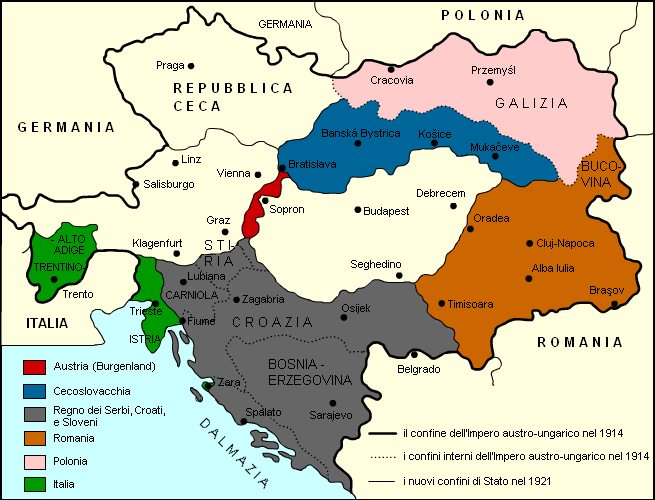
Nouvelles frontières à la suite des traités de Saint-Germain et de Trianon

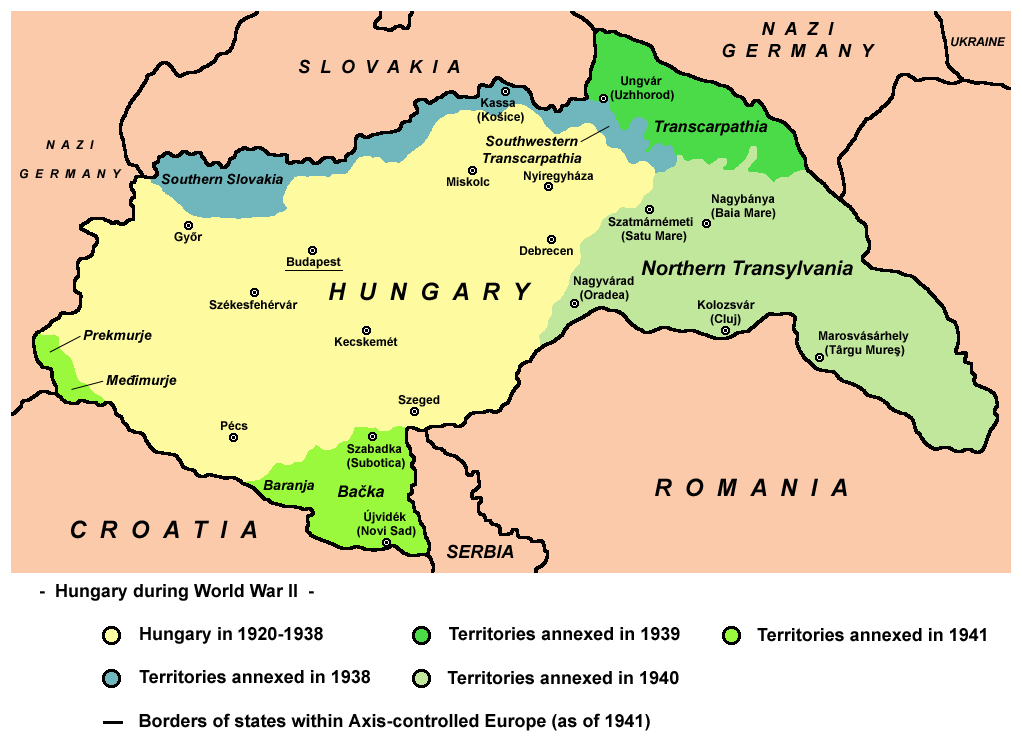
Gains de territoire de la Hongrie entre 1938 et 1940

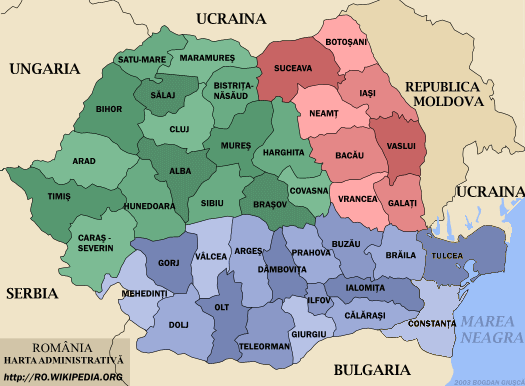
La Roumanie administrative

Oradea a été, sous les noms de Várad (Nagyvárad depuis 1872 en hongrois), Veľký Varadín (en slovaque) et Großwardein (en allemand), le siège de plusieurs grandes communautés chrétiennes au cours de son histoire.
Un diocèse du rite latin a été créé l'ancien royaume de Hongrie, le diocèse de Várad ou de Grosswardein était suffragant de l'archidiocèse de Kalocsa. La fondation du diocèse est attribuée par l'historien György Pray au roi Étienne Ier de Hongrie. Le siège du diocèse, a d'abord été installé à Byhor (Bihar), d'où il a été transféré par le roi Ladislas Ier de Hongrie à Várad (Oradea). Les statuts du chapitre de 1370 attribuent explicitement la fondation du siège au roi Ladislas. L'année 1083 est la date acceptée de la fondation. Le patron du diocèse est saint Ladislas. Sextius ou Sixte (1103-1113) aurait été le premier évêque.
En 1241, l'évêché et la ville furent dévastés lors de l'invasion mongole de l'Europe. Aux XIVe et XVe siècles, le diocèse se développe considérablement et, dès le XIVe siècle, comprend six archidiaconés, avec plus de 300 paroisses. L'évêque Andreas Báthori (1329-1345) a reconstruit la cathédrale en style gothique. Joannes III ou Jotram (1383-1395) a érigé la célèbre statue équestre du roi Ladislas. De cette époque date aussi l'Hermès, aujourd'hui conservé à Győr, qui contient le crâne du roi Ladislas, et qui est un chef-d'œuvre de l'art de l'orfèvrerie hongroise. L'évêque János Vitéz ou Johann Vitíz von Zredna (1445-1465) a été un des promoteurs les plus éminents et les plus actifs de l'humanisme en Hongrie. La dissolution politique qui suivit la bataille de Mohács en 1526 et la propagation du protestantisme provoquèrent le déclin rapide du diocèse. Après la mort de Giorgio Martinuzzi (1535-1551), le plus grand des évêques de Várad et le conseiller du roi Jean Sigismond Zapolya et de la reine Isabelle, le diocèse s'est détérioré.
Le protestantisme gagne alors sans cesse en influence et en étendue, et même l'établissement des Jésuites à Großwardein / Várad en 1579 n'a pas pu sauver la religion catholique dans le diocèse. En 1606, le dernier prêtre catholique a quitté la ville. La vieille cathédrale est tombée en ruine, et en 1618 les murs qui étaient encore là ont été démolis par Gabriel Bethlen. En 1660, le territoire a été conquis par l'Empire ottoman, qui y a régné jusqu'en 1692. À leur départ, la réorganisation du diocèse a commencé sous l'évêque (plus tard archevêque de Kalocsa et cardinal) Imre Csáky (1702-1732). La première pierre de la cathédrale actuelle a été posée en 1752 par Mgr Paul III Forgách (1747-1757). Dès lors, la condition de la religion catholique s'est améliorée.
En 1777 est fondé le diocèse grec-catholique de Grosswardein ou d'Oradea qui dépendait jusque-là de l'évêque de rite latin. Le diocèse de Satu Mare est fondé par François Ier, empereur d'Autriche et roi de Hongrie, le 23 mars 1804. Le pape Pie VII  a reconnu ce diocèse par la bulle pontificale du 9 août de la même année. Le nouveau diocèse comprenait le comitat de Szatmár, celui de Máramaros, d'Ugocsa, de Bereg, de Ung avec une petite partie de Szabolcs.
Plusieurs des évêques d'Oradea Mare ont été transférés à des sièges hongrois, promus archevêques de Kalocsa ou d'Esztergom. Deux d'entre eux ont été créés cardinaux.
Après la Première Guerre mondiale et le traité de Trianon, les frontières entre la Hongrie et le royaume de Roumanie ont été modifiées.
Un concordat est signé le 10 mai 1927 entre le Saint-Siège et le Royaume de Roumanie créant pour l'Église catholique de rite latin un archidiocèse à Bucarest et quatre diocèses suffragants, à Alba-Julia, Timișoara, Satu Mare et Oradea Mare (Gran Varadino, Nagyvárad) unies aeque principaliter, l'administration apostolique du territoire d'Oradea Mare cesse et passe sous la juridiction de l'évêque de Satu Mare, et Iași.
Le diocèse d'Oradea est réuni au diocèse de Satu Mare en 1930. Au deuxième arbitrage de Vienne, le 30 août 1940, la Hongrie a annexé la partie nord de la Transylvanie. Les diocèses de Satu Mare et d'Oradea Mare font alors partie de la Hongrie. Le 28 juin 1941, le diocèse d'Oradea Mare est détaché de celui du diocèse de Satu Mare.
Après la Seconde Guerre mondiale, la Roumanie récupère la partie nord de la Transylvanie avec le traité de Paris. Les diocèses d'Oradea Mare et de Satu Mare sont de nouveau réunis le 9 avril 1948. Le concordat signé entre l'État roumain et le Vatican est dénoncé par le gouvernement de la République socialiste de Roumanie le 17 juillet 1948. Le gouvernement roumain expulse le nonce apostolique et confisque tous les biens et avoirs catholiques en Roumanie. Le diocèse a été établi dans ses limites actuelles le 18 octobre 1982 par le gouvernement de Nicolae Ceaușescu par partage du diocèse de Satu Mare.
Après la révolution roumaine de 1989, l'Église catholique retrouve tous ses droits.

## Églises du diocèse
- L'église de l'Assomption de la Vierge Marie d'Oradea (en roumain : Catedrala romano-catolică Adormirea Maicii Domnului) est la cathédrale du diocèse.

## Évêques
- Sextius, 1103-1113
- Valtherius (Walther), 1124-1138,
- Mathias Estorad, 1143-1150,
- Michael, 1156,
- Nicolaus I (Miklós), 1163-1181, évêque d'Eger de 1169 à 1181, puis archevêque métropolitain d'Esztergom entre 1181 et 1183.
- Joannes I, 1181,
- Vata, 1186-1189,
- Elvinus, 1189-1200,
- Simon, 1202-1218,
- Alexander, 1219-1230,
- Benedictus (Benedek) I Osli, 1231-11 juillet 1243, puis évêque de Győr,
- Vincentius, 1244-1258,
- Zosimas, 1259-1265,
- Lodomerius (Lodomér), 1268-3 juin 1279, puis archevêque métropolitain d'Esztergom entre 1279 et 1297.
- Thomas de Somos, 1281-1282,
- Bartholomaeus (du clan Tekus), 1284-1285,
- Benedictus II, 1291-1296,
- Emericus (Emmerich) I, 1297-1317,
- Joannes II Ivánka, 1318-1329,
- Andreas I Báthori (Andreas Briccii de Báthor), 1329-1345?,
- Demetrius Meszesi (Demeter Dionyii de Futak), 15 juillet 1345-1372,
- Dominicus I Bebek (Domonkos Bebek), 23 février 1373-1374, après avoir été évêque de Csanád à partir de 1360,
- Benedictus III, 1374,
- Emericus II Czudar (Imre Czudar), 18 décembre 1374-2 octobre 1377, puis évêque d'Eger de 1377 à 1384, ensuite évêque de Transylvanie du 28 mai 1386 jusqu'en 1389.
- Ladislaus I Deméndi (László de Deménd), 2 octobre 1377-1382, après avoir été évêque de Nitra (de) (1367-1372) puis évêque Veszprém (1372-1377).
- Joannes III, 1383-1395,
- Paulus I (Pál), 24 janvier 1396-1396,
- Lucas Szántói (Lukas de Órév de Szántó), 22 mars 1397-1406, après avoir été évêque de Csanád à partir de 1395,
- Eberhardus Albeni (Eberhard de Alben), avril 1406- 11 août 1410, a été évêque de Zagreb entre 1397 et 1406 et de 1410 à 1420.
- Andreas II Scolari (Andrea Scolari), 11 août 1410-1426,
- Joannes III Prátói (Giovanni de Prato), 22 avril 1426- ?,
- Dionysius Kusalyi Jakcs (Dionysius Jackh de Kusaly), 23 juillet 1427-1435, après avoir été nommé évêque de Bosnie en 1427,
- Joannes V Curzolai (Johannes de Curzola) (0.F.M.), 1435-1438,
- Joannes VI Dominis, 1440-1444, auparavant évêque de Senj (1432-1440),
- Joannes VII Zrednai Vitéz (János Vitéz), 4 juin 1445-11 mai 1465, puis archevêque métropolitain d'Esztergom (1465-1472).
- Joannes VIII Beckensloer (János Beckensloer), 7 mars 1465-13 juin 1467, puis évêque d'Eger (1467-1474), ensuite archevêque métropolitain d'Esztergom (1474-1484), administrateur apostolique de Vienne (1480-1482), archevêque coadjuteur de Salzbourg (1484-1487), archevêque métropolitaine de Salzbourg (1487-1489).
- Nicolaus II Stoltz (Nikolaus Stolcz de Slantz), 1470- ?,
- Joannes IX Filipecz (Johannes Filipecz de Prosznicz), 23 mai 1477-1490,
- Valentinus Farkas (Valentin Vlk), 23 septembre 1492-1495,
- Dominicus II Kálmáncsehi (Dominic Kálmáncsehi), 16 octobre 1495-14 février 1502, puis évêque de Transylvanie (1502-1503),
- Georgius I Szatmári (György Szatmári), 14 février 1502-19 décembre 1505, puis évêque de Pécs (1505-1523), ensuite archevêque métropolitain d'Esztergom (1523-1524).
- Sigismundus I Thurzó (Zsigmond Thurzó), 19 décembre 1505-12 septembre 1512, après avoir été évêque de Nitra (1503-1504) et évêque de Transylvanie (1504-1505),
- Franciscus I Thurzó, 1513-1526, ou Ferenc Perényi, 1515-1526
- Ladislaus II Macedóniai (Ladislaus von Mazedonien), 1527-1534,
- Georgius II Martinuzzi (O.S.P.P.E.), 30 mai 1539-12 octobre 1551, auparavant évêque de Csanád (1536-1539), puis archevêque métropolitain d'Esztergom le 12 octobre 1551 jusqu'à sa mort, et cardinal.
- Mathias Zaberdi (Matthias Zabergyei), 3 août 1554-1556, auparavant évêque de Knin en 1550.
- Franciscus II Forgách (Ferenc Forgách de Ghymes), 17 juillet 1560-1566,
- Stephanus I Radeczy (István Radeczy de Zemche), 1568-15 mai 1573, puis évêque d'Eger ((1573-1586),
- Gregorius Bornemissza (Georg Bornemisza), 3 juin 1573-1585, auparavant évêque de Csanád (1565-1573),
- Martinus Hetési Pethe (Márton Pethe de Hetes), 6 janvier 1589-15 janvier 1600, auparavant évêque de Srijem (1582-1583), évêque de Vác (1583-1589), puis archevêque métropolitaine de Kalocsa (1600-1605), évêque de Győr de 1600 jusqu'à sa mor1652-juin 1660), t le 3 octobre 1605.
- Nicolaus III Migazzi (Miklós Mikáczy), 15 décembre 1600-1613, auparavant évêque de Pécs (1598)
- Joannes X Telegdy (Ján Telegdy), 1613-mars 1619, auparavant évêque de Bosnie (1610-1613), puis évêque de Nitra (1619-1624), ensuite archevêque de Kalocsa (1624-septembre 1644).
- Joannes XI Pyber (János Pyber de Gyerkény), 1613-1630, auparavant évêque de Pécs (1613-1619), puis évêque d'Eger (1631-1633)
- Emericus III Lósy (Imre Lósi), 22 avril 1630-1633, puis évêque d'Eger (1633-1637), ensuite archevêque métropolitain d'Esztergom le 6 novembre 1637 jusqu'à sa mort le 9 février 1642.
- Ladislaus III Hosszutóthy (László Hosszutóthy), 19 décembre 1639-3 avril 1646, puis évêque de Vács (1646-1648),
- BenedictusIV Kisdy (Benedek Kisdy), 12 avril 1646-2 février 1648, auparavant évêque de Srijem (1643-1646), puis évêque d'Eger (1652-1660),
- Sigismundus II Zongor (Zsigmond Zongor de Szent-Tamás), 19 juillet 1649-5 novembre 1657,
- Joannes XII Pálfalvay (János Pálfalvy), 1659-23 avril 1663,
- Georgius III Bársony (György Bársony de Lovas-Berény), 22 avril 1665-18 janvier 1678,
- Joachimus Luzinszky (Joachim Luzinszky), 9 mai 1678-6 février 1681, auparavant évêque de Srijem (1674-1678)
- Augustinus Benkovich (August Benkovich) (O.S.P.P.E.), 25 mai 1681-27 octobre 1702,
- Emericus IV Csáky (Imre Csáky), 25 juin 1703-28 août 1732, archevêque de Kalocsa (1714-1732) et administrateur apostolique du diocèse d'Oradea Mare de 1714 à sa mort le 28 août 1732, cardinal in pectore le 12 juillet 1717, révélé le 1er octobre 1717.
- Stephanus II Luzinszky (Stephan Ladislav Luzinszky de Luzna et Reglicze), 1733-1734,
- Joannes XIII Okolicsányi (János Okolicsányi de Okolicsna), 17 janvier 1735-20 novembre 1736,
- Nicolaus IV Csáky (Miklós Csáky de Keres-Szeg), 16 décembre 1737-4 septembre 1747, archevêque de Kalocsa (1747-1751), archevêque métropolitain d'Esztergom (1751-1757).
- Paulus II Forgách (Pál Forgách), 2 octobre 1747-26 septembre 1757, puis évêque de Vács (1757-1759),
- József Batthyány, 13 juillet 1759-15 décembre 1760 et évêque de Transylvanie (1759-1760), puis archevêque de Kalocsa (1760-1776), ensuite archevêque métropolitain d'Esztergom (1776-1799), nommé cardinal en 1782.
- Adamus Patachich (Ádám Patačić), 28 janvier 1760-16 septembre 1776, puis archevêque de Kalocsa (1776-1784),
- Ladislaus IV Kollonitz (Ladislaus von Kollonitsch ou László Kollonitz), 25 juin 1781-10 mars 1788, auparavant évêque de Transylvanie (1775-1781), puis archevêque de Kalocsa (1788-1817),
- Franciscus III Kalatay (Franz Kalatay), 10 mars 1788-27 mars 1795,
- Nicolaus V Kondé (Nikolaus Kondé de Pókatelek), 22 décembre 1800-18 décembre 1802, auparavant évêque de Belgrade (1792-1800),
- Franciscus IV Miklóssy (hu) (Ferenc Miklósy), 20 juin 1803-22 juin 1811, auparavant évêque titulaire de Titiopolis (de) et évêque auxiliaire d'Eger (1801-1803),
- Josephus Vurum (Józef Vurum), 19 avril 1822-17 septembre 1827, auparavant évêque de Székesfehérvár (1816-1822), puis évêque de Nitra (1827-1838),
- Franciscus V Lajcsák (Ferenc Lajcsák), 17 septembre 1827-26 juillet 1842, auparavant évêque de Rožňava (1825-1827),
- Ladislaus V Bémer (Ladislaus Bémer de Bezdéd et Kis-Báka), 3 avril 1843-1850,
- Franciscus VI Szaniszló (Franz Szaniszló de Torda), 17 février 1851-4 janvier 1869,
- Stephanus III Lipovniczky (Štefan Lipovniczky), 25 juin 1869-12 août 1885,
- Arnoldus Ipolyi-Stummer (Arnold Ipolyi-Stummer), 7 juin 1886-2 décembre 1886, auparavant évêque de Banská Bystrica (en) (1871-1886),
- Laurentius Schlauch (Lőrinc Schlauch), 26 mai 1887-10 juillet 1902, auparavant évêque de Satu Mare (1873-1887), nommé cardinal en 1894.
- Paulus III Szmrecsányi (Pavol Szmrecsányi), 25 juin 1903-8 août 1908, auparavant évêque de Spiš (1892-1903)
- Nicolaus VI Széchenyi (Miklós Széchenyi de Salvar-Felsovidék), 20 avril 1911-1er décembre 1923, auparavant évêque de Győr (1901-1911).
  - Emericus Bjelik, administrateur apostolique, 1923-1927,
  - Antonius Mayer, administrateur apostolique, 1927-1930,
  - Stephanus Szabó, administrateur apostolique, 1930,
- Stephanus VI, István Fiedler (de), nommé évêque d'Oradea Mare et de Satu Mare le 16 octobre 1930 jusqu'au 15 décembre 1939, puis évêque titulaire de Mulia (de) jusqu'à sa mort le 25 octobre 1957.
  - AAron Márton, administrateur apostolique, 1939-1942,
  - Joannes Scheffler, administrateur apostolique, 1942-1952,
  - Ludovicus Czumbel, ordinaire, 1960-1966,
  - Franciscus Sipos, ordinaire, 1966-1983,
  - Stephanus Dászkál, ordinaire, 1983-1990,
- Josephus II Tempfli (József Tempfli), 14 mars 1990-23 décembre 2008,
- Ladislaus VI Böcskei ou László Böcskei (en), depuis le 23 décembre 2008.